# Chris-Kévin Nadje
Chris-Kévin Nadje (14 augustus 2001) is een Frans-Ivoriaanse voetballer die bij voorkeur als middenvelder speelt. Op 14 juni 2024 tekende hij een contract tot medio 2028 bij het Nederlandse Feyenoord.

## Carrière
Nadje speelde in de jeugd voor US Créteil-Lusitanos en RC Lens, maar wist niet door te breken in het eerste elftal van de Noord-Franse profclub. Via Entente Feignies en Stade Lavallois kwam hij in 2023 bij Versailles terecht in de Ligue 2. In zijn eerste seizoen kwam hij tot 31 competitiewedstrijden voor die club, waarin hij zeven keer wist te scoren. In het voorjaar van 2024 mocht hij bovendien zijn debuut maken in een nationale jeugdelftal van Ivoorkust. Zijn prestaties bleven niet onopgemerkt, want Nadje maakte na zijn debuutseizoen bij Versailles reeds de overstap naar Champions League-deelnemer Feyenoord. Hij tekende een vierjarig contract in De Kuip.
1 Bijlow ·
2 Nieuwkoop ·
3 Beelen ·
4 Hwang ·
5 Smal ·
6 Zerrouki ·
7 Moder ·
8 Timber  ·
9 Ueda ·
10 Stengs ·
14 Paixão ·
17 Ivanušec ·
18 Trauner ·
19 Carranza ·
20 Mitchell ·
21 Andreev ·
22 Wellenreuther ·
23 Hadj Moussa ·
24 Steijn ·
25 't Zand ·
26 Read ·
27 Milambo ·
28 Targhalline ·
30 Lotomba ·
31 Carrillo ·
33 Hancko ·
34 Nadje ·
39 Bossin ·
40 Valente ·
Bullaude ·
Haen ·
Kasanwirjo ·
Parlanti ·
Sauer ·
Slory ·
Tsoungui ·
Coach: Van Persie ·
Assistent-trainer: Hake ·
Assistent-trainer: Pinas ·
Assistent-trainer: Reijnen ·
Assistent-trainer: De Wolf ·
Keeperstrainer: Nieminen